# The Boxer (Simon & Garfunkel)
The Boxer è una ballata di genere folk rock scritta da Paul Simon nel 1968 e registrata per la prima volta dal duo statunitense Simon & Garfunkel. È una delle ballate più famose del duo, inclusa anche nel loro ultimo album Bridge over Troubled Water, pubblicato nel 1970.

## Testo
Il testo della ballata, ispirato a vicende della vita dell'autore, ma parzialmente ispirato anche a citazioni bibliche, parla, in prima persona, delle disavventure di un ragazzo povero che lascia la famiglia da giovanissimo, rifugiandosi nei quartieri più poveri di New York, assieme a gente disagiata. Cerca invano di trovare lavoro, chiedendo solo uno stipendio da operaio. Per rimediare alla sua solitudine cerca conforto tra le prostitute della Settima Strada, le uniche che gli dicono di sì. Pensa con nostalgia alla sua casa, dove vorrebbe ritornare per fuggire ai rigidi inverni di New York.
Nella terza e ultima strofa compare la figura del pugile, che ricorda malinconicamente le sue sconfitte, i guantoni che lo hanno ferito e messo al tappeto. Si vergogna e prova rabbia della propria situazione e promette di andarsene, ma l'indole da lottatore rimane.

## Composizione e registrazione
La registrazione originale della canzone è una di quelle che ha subito un'elaborazione più lunga, e per farla sono state necessarie più di 100 ore. La registrazione è stata fatta in diversi posti, come Nashville, la Cappella di San Paul a New York, e nei Columbia studios.

## Versi mancanti
Nella sua versione più nota, inclusa nell'album Bridge over Troubled Water, la canzone si compone di tre strofe e un ritornello senza testo, per il quale Simon dichiarò di non aver mai trovato le parole adatte. In origine, tuttavia, era presente un'ulteriore strofa, inclusa in molte altre versioni, come quella cantata da Simon & Garfunkel durante il tour del novembre 1969 e impressa nell'album Live 1969.
They are rockin' evenly

I am older than I once was

And younger than I'll be and that's not unusual.

No it isn't strange

After changes upon changes

We are more or less the same

After changes we are more or less the same»
Stanno scorrendo uniformemente.

Sono più vecchio di una volta

E più giovane di quello che sarò, e questo non è insolito.

No, non è strano:

Dopo cambiamenti su cambiamenti

Siamo più o meno gli stessi;

Dopo cambiamenti siamo più o meno gli stessi.»